# پل اورمرود
پل اندرو اورمرود (به انگلیسی: Paul Andrew Ormerod، زادهٔ ۲۰ مارس ۱۹۵۰) یک اقتصاددان بریتانیایی است. او استاد مدعو در کالج دانشگاهی لندن برای عدم قطعیت تصمیم‌گیری است.

## پژوهش
اورمرود در مورد پیچیدگی، سیستم‌های پیچیده، بازخورد غیرخطی، چرخه رونق و رکود تجارت و رقابت اقتصادی تحقیق کرده‌است. او از یک رویکرد چند رشته‌ای استفاده می‌کند و از زیست‌شناسی، فیزیک، ریاضیات، آمار و روان‌شناسی به‌عنوان منابع نتایجی استفاده می‌کند که می‌تواند در اقتصاد اعمال شود.

## علایق
اورمرود در زمینه‌های پیچیدگی، مدل‌سازی مبتنی بر عامل و استفاده از تکنیک‌های یادگیری ماشین برای داده‌های کلان اقتصادی و ایجاد احساسات در سطح کلان از داده‌های متنی کار کرده‌است.
او در بسیاری از مجلات دانشگاهی با همکاران مختلف مقالاتی منتشر کرده‌است. برای مثال مجله اقتصاد سیاسی؛ فصل‌نامه تعامل و هماهنگی اقتصادی، مجله الکترونیکی اقتصاد، اقتصاد کاربردی، مروری بر اقتصاد رفتاری، مجله الکترونیکی اقتصاد، فیزیک A، دیپلماسی و کشورداری، مجله جوامع مصنوعی و شبیه‌سازی اجتماعی، مجله اقتصاد فرهنگی، اکولوژی رفتاری و زیست‌شناسی اجتماعی، مجموعه مقالات انجمن سلطنتی B: علوم زیستی، پیشرفت در سیستم‌های پیچیده، ذهن و جامعه، انفورماتیک امنیتی و تکامل و رفتار انسانی.

## آثار
- مرگ اقتصاد (۱۹۹۴) چاپخانه سنت مارتین، شابک ‎۹۷۸−۰−۳۱۲−۱۳۴۶۴−۸.[۵]
- اقتصاد پروانه‌ای: نظریه عمومی جدید رفتار اقتصادی و اجتماعی (۱۹۹۸) فابر اند فابر، ص ۲۱۷. شابک ‎۰−۵۷۱−۱۹۰۰۵−۷.[۶]
- چرا اکثر چیزها شکست می‌خورند: تکامل، انقراض و اقتصاد فابر اند فابر (۲۰۰۵). صص. ۲۲۵، یادداشت‌ها و فهرست. شابک ‎۰-۳۷۵-۴۲۴۰۵-۹، شابک 0-375-42405-9.[۷]
- جرم: انگیزه‌های اقتصادی و شبکه‌های اجتماعی، ۲۰۰۵، مؤسسه امور اقتصادی، لندن.[۸]
- اقتصاد، شادی و سیاست عمومی، ۲۰۰۷، مؤسسه امور اقتصادی، لندن.[۹]
- N اسکوارد: سیاست عمومی و قدرت شبکه‌ها، ۲۰۱۰، انجمن سلطنتی هنر، لندن.[۱۰]
- پیوند مثبت - چگونه شبکه‌ها می‌توانند جهان را متحول کنند، ۲۰۱۸، فابر اند فابر.[۱۱]
- در برابر غلات: بینش یک مخالف اقتصادی، ۲۰۱۸، منتشرشده توسط آژانس بین‌المللی انرژی در ارتباط با City AM.[۱۲]